# لیگا پوکال ۲۰۰۶
لیگا پوکال ۲۰۰۶ دهمین دوره از مسابقات لیگا پوکال با نام DFL-Ligapokal بود. در پایان این دوره، وردربرمن با پیروزی ۲–۰ مقابل بایرن مونیخ، نخستین عنوان قهرمانی خود را بدست آورد.

## باشگاه‌های شرکت‌کننده
در مجموع شش تیم به این مسابقات راه یافتند. برچسب‌های داخل پرانتز نشان می‌دهد که هر تیم چگونه به این مسابقات راه یافته است:
- اول، دوم، سوم، چهارم، پنجم: جایگاه در بوندسلیگا
- cw: قهرمان جام حذفی
- TH: دارنده عنوان قهرمانی فصل قبل لیگا پوکال

| نیمه‌نهایی              | نیمه‌نهایی          |
| ---------------------- | ------------------ |
| بایرن مونیخ (اول + cw) | وردربرمن (دوم)     |
| دور مقدماتی            |                    |
| هامبورگ (سوم)          | بایرلورکوزن (پنجم) |
| شالکهTH (چهارم)        | هرتابرلین (ششم)    |

## بازی‌ها

### دور مقدماتی
| هامبورگ    | ۱ – ۰ | هرتابرلین |
| ---------- | ----- | --------- |
| کمپانی ۵۲' | گزارش |           |

| شالکه | ۱ – ۱ | بایرلورکوزن                                                                                        |
| --- | ----- | -------------------------------------------------------------------------------------------------- |
| بردون ۳۷' | گزارش | رودریگز ۲۹' (گل‌به‌خودی)                                                                             |
| ضربات پنالتی |       | |
| بایراموویچ · بنیش · روست · کوبیاشویلی · لارسن · خلیل آلتین‌توپ · لوونکرندز · حمید آلتین‌توپ · باومیوهان · آبل · لارسن | ۹ – ۸ | مارکو بابیچ · رولفس · باربارز · کاسترو · بوت · کیسلینگ · توره · مادونی · راملو · حقی · مارکو بابیچ |

### نیمه‌نهایی
| وردربرمن               | ۲ – ۱ | هامبورگ    |
| ---------------------- | ----- | ---------- |
| زیدان ۵۰' · فرینگس ۸۲' | گزارش | سانوگو ۷۰' |

| بایرن مونیخ                          | ۰ – ۰ | شالکه                  |
| ------------------------------------ | ----- | ---------------------- |
|                                      | گزارش |                        |
| ضربات پنالتی                         |       |                        |
| شول · هارگریوز · سانتا کروز · سانیول | ۴ – ۱ | بنیش · آبل · لوونکرندز |

### فینال
| وردربرمن         | ۲–۰   | بایرن مونیخ |
| ---------------- | ----- | ----------- |
| کلاسنیچ ۲۹'، ۶۶' | گزارش |             |